# Paraguay
Paraguay (phiên âm Tiếng Việt: Pa-ra-goay, phát âm tiếng Tây Ban Nha: [paɾaˈɣwai̯]; tiếng Guarani: Paraguái), tên chính thức là Cộng hòa Paraguay (tiếng Tây Ban Nha: República del Paraguay, tiếng Guarani: Tetã Paraguái) là một trong hai quốc gia nằm kín trong nội địa tại cả tại Nam Mỹ và Tây Bán cầu. Paraguay nằm trên cả hai bờ sông Paraguay, con sông chảy qua trung tâm của đất nước từ bắc xuống nam. Đất nước này giáp với Argentina ở phía nam và tây nam, Brasil ở phía đông và đông bắc và Bolivia ở phía tây bắc. Theo ước tính năm 2023, dân số Paraguay là 7,4 triệu người. Thủ đô và thành phố lớn nhất là Asunción.

## Địa lý

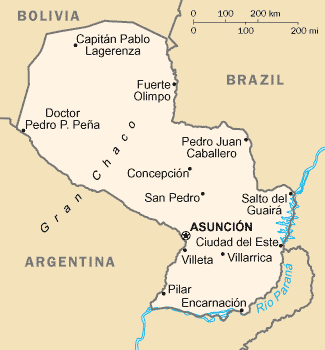
Bản đồ Paraguay

Paraguay là quốc gia không giáp biển, nằm ở khu vực Nam Mỹ, Nam và Tây giáp Argentina, Tây Bắc giáp Bolivia và Đông Bắc giáp Brasil. Địa hình tương đối bằng phẳng, vùng thảo nguyên Chaco (2/3 diện tích lãnh thổ) ở phía Tây, khí hậu lục địa khô, dân cư thưa thớt, chăn nuôi trên các đồng cỏ là hoạt động chính trong vùng; vùng lãnh thổ phía Đông gồm vùng cao nguyên thấp và các vùng đồng bằng thuộc lưu vực sông Paraguay và Paraná. Sông Paraguay và sông Alto Paraná là hệ thống đường thủy chính trong nước.
Sông Paraguay chia đất nước thành phần phía đông, thường gọi là Đông Paraguay và được biết đến là vùng Paraná; vùng phía tây, chính thức được gọi là Tây Paraguay và thường được biết đến với tên gọi Chaco. Địa hình Paraguay gồm có các đồng cỏ và đồi rừng ở phía đông và phía tây chủ yếu là các đầm lầy và đồng bằng thấp. Paraguay có khí hậu từ cận nhiệt tới ôn hòa tùy theo độ cao, phần phía đông có lượng mưa lớn và phần cực tây có khí hậu bán khô cằn.

## Lịch sử
Xã hội thời tiền Colombo trên vùng nhiều cây cối và phì nhiêu nay là Paraguay vốn bao gồm các bộ tộc bán du cư và có truyền thống là các chiến binh hung dữ. Những người bản địa này là thành viên của các 5 ngữ hệ riêng biệt và 15 nhóm dân tộc-ngôn ngữ vẫn còn tồn tại cho đến ngày nay.
Người châu Âu đầu tiên tới khu vực vào đầu thế kỷ XVI, và nhà thám hiểm người Tây Ban Nha Juan de Salazar y Espinoza đã lập điểm định cư tại Asunción vào ngày 15 tháng 8 năm 1537. Thành phố sau này trở thành trung tâm của một tỉnh thuộc địa của Tây Ban Nha, cũng như là điểm chính của những người truyền giáo và định cư dòng Tên tại Nam Mỹ trong thế kỷ XVIII. Dòng Tên đã được thành lập và phát triển tại miền đông Paraguay khoảng 150 năm cho đến khi vua Tây Ban Nha trục xuất họ vào năm 1767. Paraguay giành được độc lập từ Tây Ban Nha vào ngày 15 tháng 5 năm 1811.
Lịch sử Paraguay đặc trưng với những thời kỳ dài bất ổn và xung đột chính trị, cũng như chiến tranh với các nước láng giềng. Paraguay đã bị cuốn vào một cuộc xung đột trong Chiến tranh Đồng minh Ba nước với vị trí là nước chống lại Brasil, Argentina và Uruguay với kết quả bị thất bại năm 1870 sau 5 năm trong một cuộc chiến tranh đẫm máu nhất Nam Mỹ. Paraguay trước chiến tranh có dân số khoảng 525.000 người, tuy nhiên sau cuộc chiến này dân số đất nước đã giảm xuống chỉ còn 221.000 vào năm 1871, trong đó chỉ còn 28.000 nam. Paraguay sau đó cũng phải nhượng nhiều vùng lãnh thổ rộng lớn cho Brasil và Argentina.
Chiến tranh Chaco với Bolivia diễn ra vào thập kỷ 1930, và Bolivia là phía thua trận. Paraguay đã tái lập chủ quyền tại khu vực gọi là Chaco, nhưng thiệt hại cũng rất lớn. Từ năm 1904 đến 1954, Paraguay có tới 31 vị tổng thống, hầu hết trong số đó bị loại bỏ bởi vũ lực.
Sau Thế chiến II, chính trị trở nên không ổn định với việc một vài đảng chính trị giao chiến để tranh giành quyền lực cuối thập kỷ 1940, và sau đó đã dẫn tới Nội chiến Paraguay vào năm 1947. Một loạt các chính phủ không vững chắc được lập ra cho đến năm 1954 với chế độ của nhà độc tài Alfredo Stroessner, ông tại nhiệm trong hơn ba thập kỷ sau đó. Paraguay bắt đầu hiện đại hóa trên một số phương diện dưới thời kỳ cầm quyền của Stroessner vốn đầy tai tiếng với các vụ lạm dụng hay ngược đãi.
Nền kinh tế sa sút và sự cô lập của quốc tế đã tạo cơ hội cho lực lượng đối lập đấu tranh dẫn tới bầu cử dân chủ vào năm 1988. Lãnh đạo của PLRA, Domingo Laíno là trung tâm của lực lượng đối lập vào nửa cuối thập kỷ 1980. Các nỗ lực của chính quyền nhằm cô lập ông như lưu đày vào năm 1982 đã phản tác dụng. Tuy nhiên chính quyền Stroessner đã bớt gay gắt vào tháng 4 năm 1987 và đã cho phép Laíno đến Asun ión. Laíno sau đó đã lãnh đạo một hoạt động đấu tranh. Các cuộc biểu tình được tổ chức và nhanh chóng giải tán trước khi cảnh sát đến. Để đối phó với phong trào, chính quyền buộc phải tổ chức Tổng tuyển cử vào tháng 2 năm 1988. Tuy nhiên, cuộc bầu cử không thực sự minh bạch và kết quả là Strossner tái cử với số phiếu 89%.
Stroessner bị lật đổ trong một cuộc đảo chính quân sự do Tướng Andrés Rodríguez tiến hành. Với vị trí tổng thống, Rodríguez đã cải cách chính trị, luật pháp và kinh tế, tái lập mối quan hệ với cộng đồng quốc tế. Tháng 6 năm 1992, hiến pháp lập ra một hệ thống bầu cử dân chủ và cải cách các quyền cơ bản. Vào tháng 5 năm 1993, Đảng Colorado do Juan Carlos Wasmony lãnh đạo đã được lựa chọn là tổng thống dân cử đầu tiên của Paraguay sau 40 năm. Trong cuộc bầu cử năm 2008, Đảng Colorado đã thắng cử và Tổng thống Fernando Lugo đã lên nắm quyền.

## Kinh tế

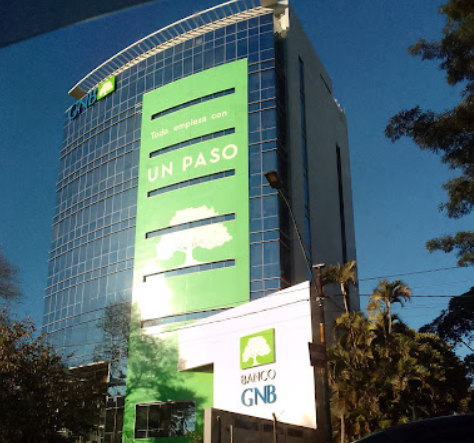
GNB Paraguay

Paraguay là nước đang phát triển với Chỉ số Phát triển Con người là 0,755.. Xếp hạng thấp thứ hai tại Nam Mỹ với GDP bình quân đầu người năm 2016 là 4,102 Đô la Mỹ. Xấp xỉ 2,2 triệu ngưới chiếm 35% dân số sống trong cảnh nghèo và xấp xỉ 1 triệu người hay 18% dân số sông dưới 2 Đô la Mỹ mỗi ngày. Tuy nhiên, Asunción được xếp hạng là thành phố ít đắt đỏ nhất để sinh sống trong 5 năm liền. Tính đến năm 2016, GDP của Paraguay đạt 27,323 tỷ USD, đứng thứ 102 thế giới và đứng thứ 16 khu vực Mỹ Latin.
Paraguay có một nền kinh tế thị trường rõ rệt với những lĩnh vực không chính thức đặc trưng với việc tái xuất và nhập khẩu hàng hóa tiêu dùng với các quốc gia láng giềng, với hàng nghìn cơ sở kinh doanh nhỏ. Hoạt động kinh tế lớn nhất Paraguay là dựa vào nông nghiệp, trồng trọt và chăn nuôi. Paraguay xếp hạng ba thế giới về xuất khẩu bảng viết phấn, và ngành xuất khẩu thịt bò khá phát triển so với quy mô của quốc gia.
Paraguay cho phép chủ đất là người ngoại quốc và không giới hạn diện tích. Chỉ những công dân Brasil, Argentina và Bolivia mới không thể sở hữu đất ở vùng biên giới. Sự thật là những người nước ngoài sở hữu những vùng đất ở vị trí thấp khá phổ biến trong nền kinh tế của Paraguay. Một tỉ lệ lớn dân cư nhận được kế sinh nhai từ các hoạt động nông nghiệp. Bất chấp các khó khăn nảy sinh do chính trị không ổn định, tham nhũng và cải cách chậm chạp, Paraguay là một thành viên của Khối Thương mại Tự do Mercosur, và là một thành viên sáng lập tổ chức này.
Tiềm năng kinh tế của Paraguay bị hạn chế bới vị trí địa lý trong nội địa, tuy nhiên nước này có thể liên kết đến Đại Tây Dương qua sông Paraná. Bởi vị trí địa lý nội địa, kinh tế Paraguay phụ thuộc rất nhiều vào Brasil và Argentina, các đối tác thương mại chính. Khoảng 38% GDP đến từ các hoạt động thương mại và xuất khẩu tới Brasil và Argentina. Thông qua một số hiệp định, Paraguay được cho pháp sử dụng các cảng của Argentina, Uruguay, và Brasil một cách tự do để gứi hàng xuất khẩu, quan trọng nhất là cảng Paranaguá của Brasil.'

## Xã hội

### Nhân khẩu

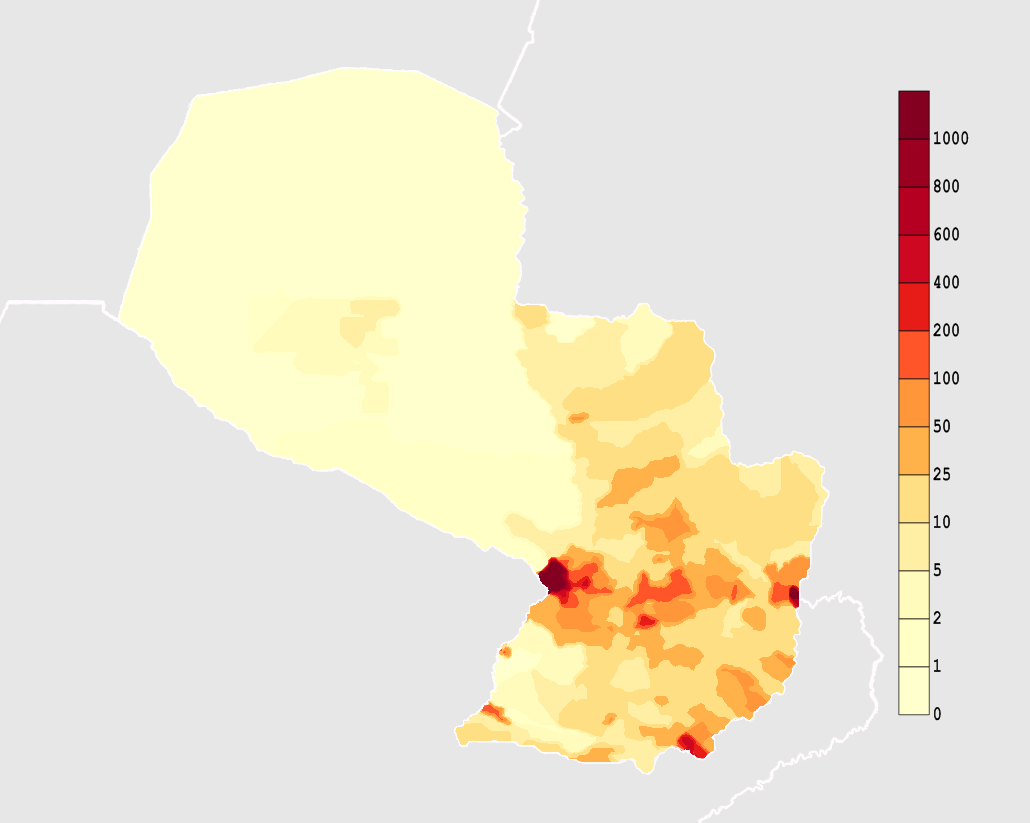
Mật độ dân số Paraguay (người/km²)

Không có số liệu chính thức về thành phần dân tộc của dân cư Paraguay bởi Ban Thống kê, Điều tra và Tính toán (DGEEC) của Paraguay không có khái niệm về chủng tộc hay dân tộc trong các cuộc tổng điều tra, mặc dù có tìm hiểu về người bản địa (tức người da đỏ). Theo thống kê năm 2002, người bản địa chiếm 1,7% tống dân số Paraguay. Theo truyền thống, dân cư Paraguay được coi là mestizo (tức là pha trộn hay lai), bởi con số đông đảo những người con giữa những người phụ nữ Guaraní và những người đàn ông định cư Tây Ban Nha dưới thời Tây Ban Nha thống trị nước này. Bộ trưởng Giaos dục và Văn hóa Paraguay đề cập đến dân cư của nước ông như sau: "Tổ tiên chi phối là người Âu, điều này là điển hình cho phần lớn dân cư, hầu hết là hậu duệ của người Tây Ban Nha, người Đức, người Ý (sắc dân đã góp phần tái phục hồi dân cư đất nước sau Chiến tranh Đồng minh Ba nước) ...Đây là một trong những quốc gia Mỹ Latinh có ít đặc điểm bản địa nhất bởi vì người Paraguay bản địa, người lai Tây Ban Nha - Guaraní, đã bị Đồng minh tiêu diệt năm 1870, điều này đã dẫn đến việc tái hồi phục dân cư đất nước bằng những người Ý nhập cư."

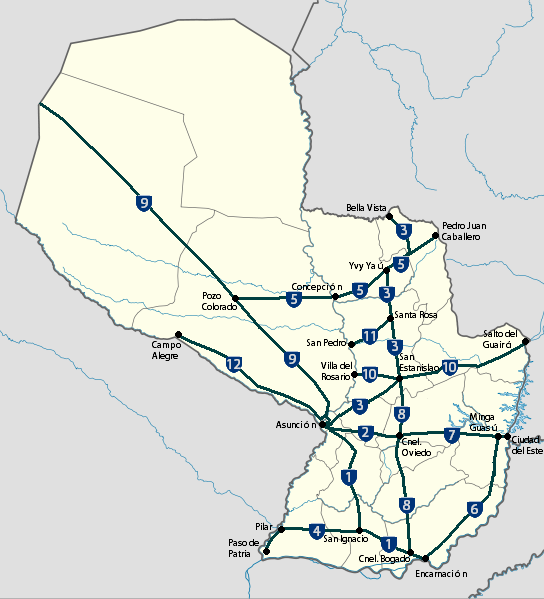
Các tuyến đường quốc gia Paraguay

Theo CIA World Factbook, Paraguay có dân số là 6.669.086 người, 95% là mestizo (lai giữa người Âu và thổ dân châu Mỹ) và 5% được coi là "khác" hoặc các thành viên của các nhóm bộ tộc thổ dân. Họ được chia thành 12 nhóm dân tộc-ngôn ngữ riêng biệt. Một điều đáng chú ý là dấu tích văn hóa Guaraní vẫn còn tồn tại ở Paraguay thông qua tiếng Guaraní, được 90% dân số thông hiểu.
Khoảng 70% toàn dân Paraguay nói tiếng Tây Ban Nha. Tiếng Guaraní và Tiếng Tây Ban Nha đều là ngôn ngữ chính thức của đất nước. Các nhóm nhỏ người Ý, người Đức, người Nga, người Nhật, người Hàn Quốc, người Hoa, người Ả Rập, người Ukraina, người Brasil và người Argentina cũng định cư tại Paraguay, và họ cũng giữa lại các nét văn hóa và ngôn ngữ tương ứng của mình ở những mức độ khác nhau, đặc biệt là người Brasil do họ là cộng đồng lớn nhất. Một ước tính cho rằng có 400.000 người Brasil sinh sống tại Paraguay. Trong đó, nhiều người Brasil có nguồn gốc từ những người nhập cư Đức, Ý và Ba Lan. Có một ước tính cho là có 63.000 người Paraguay gốc Phi, chiếm 1% dân số. Khoảng 10.000 người theo Tin Lành Menno nói tiếng Đức sing sống tại Chaco thuộc Paraguay.
Phân bổ dân số tại Paraguay không đồng đều. Khoảng 56% người Paraguay sinh sống tại khu vực đô thị. Phần lớn dân số sinh sống tại khu vực phía đông gần thủ đô Asunción,, và thành phố này chiếm tới 10% dân số cả nước. Vùng Gran Chaco, gồm các tỉnh Alto Paraguay, Boqueró và Presindente Hayes chiếm tới 60% diện tích lãnh thổ nhưng chỉ chiếm 2% dân số.

### Tôn giáo
Tôn giáo tại Paraguay (2013)

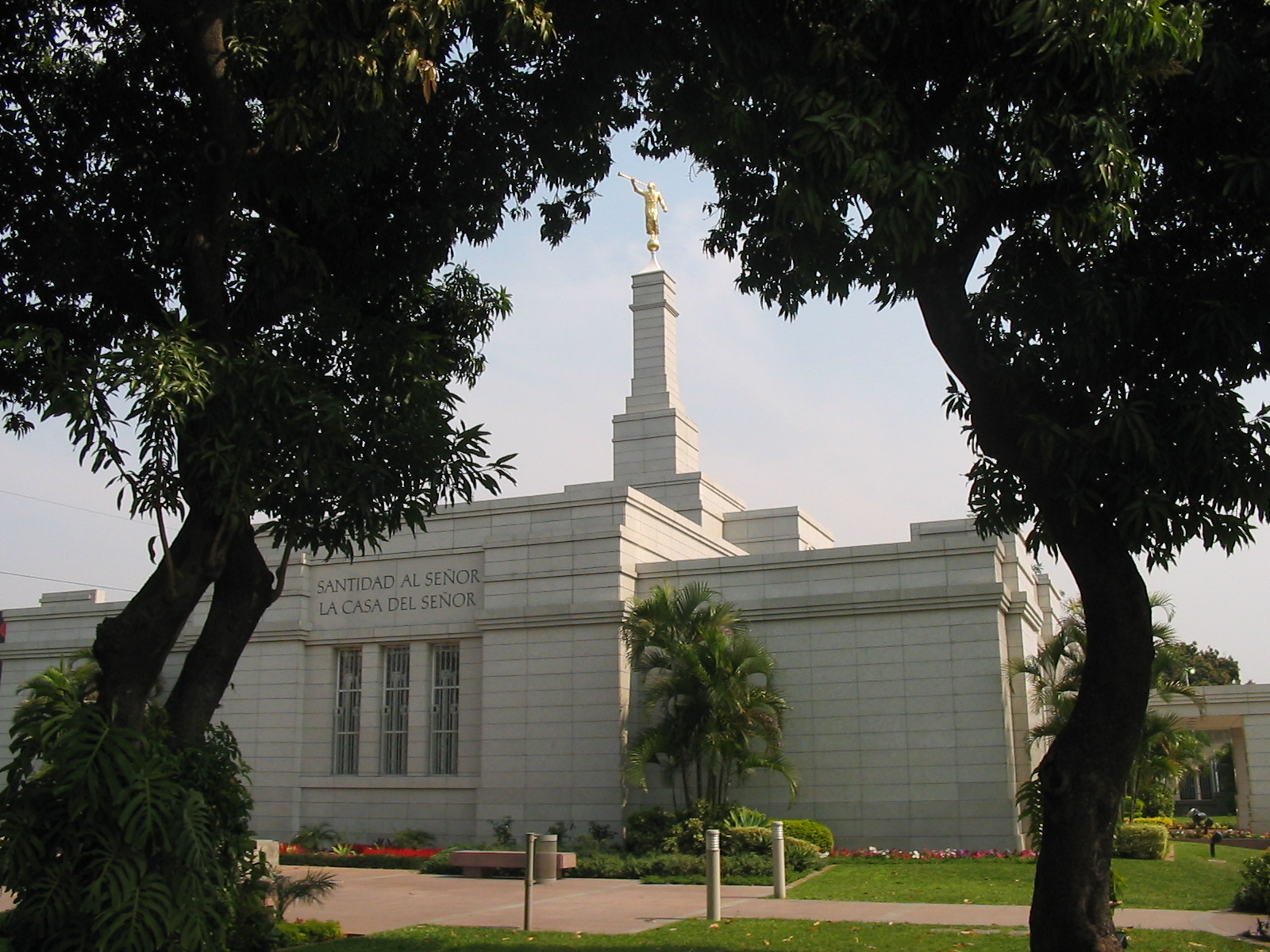
Nhà thờ Asuncion của Giáo hội Các Thánh hữu Ngày sau của Chúa Giêsu Kitô ở Paraguay

Kitô giáo, đặc biệt là Công giáo Rôma, là tôn giáo thống trị ở Paraguay. Theo điều tra dân số năm 2002, 89,9% dân số là Công giáo Rôma, 6,2% là Tin Lành, 1,1% xác định là các giáo phái Kitô giáo khác, và 0,6% thực hành tôn giáo bản địa. Một báo cáo của Bộ Ngoại giao Mỹ về tên Tự do Tôn giáo; Công giáo La Mã, Tin Lành, Do Thái giáo, Chính Thống giáo, đạo Mormon, và Đức Tin Baha'í là các nhóm tôn giáo nổi bật. Nó cũng đề cập đến một cộng đồng Hồi giáo lớn ở Alto Paraná và một cộng đồng Mennonite nổi bật ở Boquerón.

#### Công giáo
Công giáo từ lâu đã là tôn giáo quan trọng nhất Paraguay, Tòa Giám mục Asuncion đã được thiết lập vào năm 1547. Phần lớn các quan chức chính phủ là người Công giáo và một số lễ hội Công giáo là ngày nghỉ lễ (Thứ năm Tuần Thánh, Thứ sáu Tuần Thánh, Lễ Đức Mẹ Mân côi, Lễ Đức Mẹ Vô Nhiễm và Giáng sinh.
Nhiều người đánh dấu ngày lễ Đức Mẹ Vô Nhiễm bằng một cuộc hành hương đến Caacupé. Vương cung thánh đường Caccupe chứa một bức tượng Đức Mẹ được cho là đã làm nhiều phép lạ. Giáo hoàng Gioan Phaolô II đã đến viếng thăm Caacupe trong năm 1987.

#### Bahá'í
Đức tin Bahá'í ở Paraguay được Abdu'l-Baha truyền đến vào năm 1916. Bà Maria Casati là người Paraguay đầu tiên tham gia tôn giáo này vào năm 1939 khi sống ở Buenos Aires. Các nhà tiên phong đầu tiên định cư ở Paraguay là Elizabeth Cheney cuối năm 1940 và Hội đồng Tinh thần tôn giáo Bahá'í Paraguay được thành lập vào năm 1944. Các ước tính gần đây cho biết đức tin Baha'is có khoảng 5.500 hoặc 13.000 tín đồ, mặc dù Tổng điều tra dân số của nhà nước không đề cập đến đạo Baha'is.

#### Hồi giáo
Điều tra dân số năm 1992 ghi nhận 872 người Hồi giáo ở Paraguay, 486 người trong số đó sống ở Alto Parana, thủ phủ Ciudad del Este. Ngoài ra còn có các cộng đồng Hồi giáo ở Asunción và Itapua (thủ phủ của bang Encarnación). Như cộng đồng Hồi giáo khác ở châu Mỹ La tinh, nhiều người trong số này là hậu duệ của những người nhập cư đến từ Syria và Liban, một số từ Bangladesh và Pakistan.

#### Giáo hội Các Thánh hữu Ngày sau của Chúa Giêsu Kitô
Giáo hội Các Thánh hữu Ngày sau của Chúa Giêsu Kitô tuyên bố có hơn 70.000 thành viên ở Paraguay. Có 147 cộng đoàn của Giáo hội này ở Paraguay.

### Các vấn đề xã hội
Vài ước tính khác nhau cho rằng 30-50% dân số Paraguay là người nghèo. Tại các khu vực nông thôn, 41,2% dân số thiếu thu nhập để bảo đảm bữa ăn cần thiết, trong khi tỷ lệ này tại đô thị là 27,6%. Nhóm 10% những người giáu nhất chiếm 43,8% thu nhập quốc gia trong khi 10% người nghèo nhất chỉ chiếm 0,5%. Sự suy thoái kinh tế đã làm cho bất bình đẳng thu nhập trở nên tồi tệ hơn, nhất là các khu vực nông thôn. Tương tự như vây, tập trung đất đai tại các vùng nông thôn Paraguay có tỷ lệ cao nhất thế giới: 10% dân số kiểm soát 66% tổng đất đai trong khi 30% dân cư nông thôn không có đất sản xuất. Bất bình đẳng này là nguyên nhân gây ra các vụ xung đột giữa những người không có đất và chủ đất.

### Giáo dục
Giáo dục công được miễn phí, tuy nhiên học sinh phải tự mua đồng phục và đóng tiền mua thiết bị dạy học. Ngôn ngữ giảng dạy chính thức là tiếng Tây Ban Nha.
Tỷ lệ biết chữ tại Paraguay là 91%. Giáo dục sơ cấp là miễn phí, bắt buộc và kéo dài 9 năm. Trường cấp hai tiếp tục ba năm còn lại. Paraguay có một vài trường đại học như Đại học Quốc gia Asunción được thành lập năm 1889. Tỷ lệ tốt nghiệp sơ cấp là 88% vào năm 2005. Phí cho giáo dục chiếm 4,3% GDP trong đầu thập niên 2000.

### Y tế
Paraguay có hệ thống bệnh viện nhưng phần lớn đều tập trung ở các thành phố lớn, còn ở các thành phố nhỏ hoặc vùng nông thôn chủ yếu là các phòng khám đa khoa hoặc trạm y tế. Bệnh về răng lợi khá phổ biến, nhất là ở vùng nông thôn. Tuy nhiên, mối nguy hiểm thật sự của người dân Paraguay là bệnh rệp vinchuga, người bị cắn sau vài năm sẽ chết.
Chi phí y tế công chiếm 2,6% GDP và chi phí y tế công chiếm 5,1%. Tỷ lệ tử vong là 20 trên 1000 dân vào năm 2005. Số bà mẹ tử vong khi sinh là 150 trên 100.000 người. Ngân hàng Thế giới đã giúp đỡ chính phủ Paraguay giảm bớt tỉ lệ tử vong của bà mẹ và trẻ sơ sinh. Chương trình Bảo vệ Sức khỏe Cơ bản Bà mẹ và Trẻ em nhằm mục đích góp phần giảm tử vong và tăng việc sử dụng dịch vụ cứu đắm.